# Fernando Figueroa

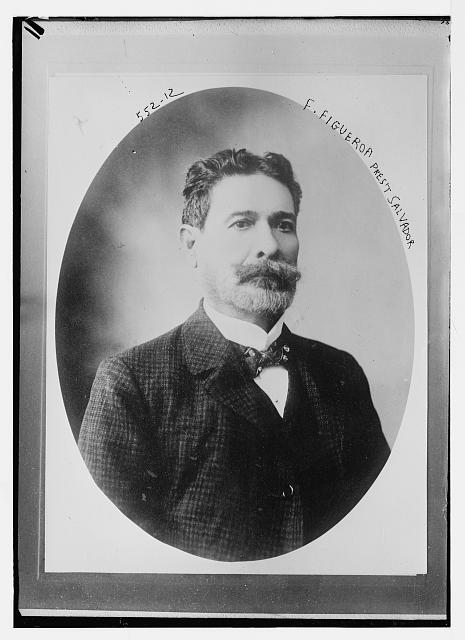
Fernando Figueroa

Fernando Figueroa (* 1849 in Ilobasco; † 16. Juni 1919 in San Salvador) war vom 22. Mai bis 18. Juni 1885 und von 1. März 1907 bis 1. März 1911 Präsident von El Salvador.

## Leben
Er heiratete 1878 Luz Rodriguez. Seine Kinder waren: Coronel Felipe Figueroa, Héctor Figueroa, Fernando Figueroa, María Luisa Figueroa V. de Castillo, Luz Figueroa V. de Ávila und Carlota Figueroa. Seine Enkel waren: Fabio Castillo Figueroa, die Malerin Elsa Figueroa Magaña, Fernando Figueroa Magaña, Elizabeth Augusta Figueroa Magaña, Enriqueta Figueroa Magaña, Luz Castillo Figueroa de Paredes, Margoth Castillo Figueroa de Aguilar, María Luisa Castillo Figueroa de González, Ana María Castillo Figueroa de Echeverría, Teniente Fernando Ávila Figueroa, Alberto Ávila Figueroa, Carmen Ávila Figueroa und Fermina Ávila Figueroa.
Er war Mitglied der Partido Conservador. Seit seiner Jugend Militär, nahm er an den Kriegen 1863–1876 gegen Guatemala, 1871, 1872 in Sabana Grande und Santa Barbara sowie 1873 gegen Honduras und an der Schlacht von Amapala teil und wurde General.
Am 14. Mai 1885 wurde Fernando Figueroa unter Rafael Zaldívar stellvertretender Präsident und ab 22. Mai 1885 geschäftsführender Präsident. Rafael Zaldívar widmete sich dem Kampf gegen die Partido Liberal, die zeitweise durch die Regierung von Guatemala unterstützt wurde. Fernando Figueroa war Finanzminister, Innenminister, Minister für Krieg und Marine unter den Präsidenten Tomás Regalado (1898–1903) und Pedro José Escalón (1903–1907). Mit der Unterstützung von Pedro José Escalón wurde er in einer Direktwahl zum Präsidenten gewählt.
Am 1. März 1907 trat Fernando Figueroa das Amt als Präsident an, er unterstützte Manuel Bonilla in Honduras von der Partido Conservador bei der Schlacht bei Namasigüe. Bei dieser Schlacht wurden die Truppen der Partido Conservador aus Honduras und El Salvador durch die Truppen der Partido Liberal aus Nicaragua geschlachtet.
In dieser Regierungszeit war die Verfassung vom 13. August 1886 gültig.
Das Gehalt des Präsidenten betrug 9.600 United States Dollar pro Jahr.

## Regierungskabinett
- Außen- und Justizminister: Salvador Rodriguez G.
- Finanzminister D. Manuel Lopez Mencia.
- Öffentlichkeitsminister: Nicolas Angulo.
- Kriegs- und Marineminister Eusebio Bracamonte,

1908 stieg der Handelsbilanzüberschuss für El Salvador um 0,5 Mio. auf 1 Mio. USD.
Mit den USA wurde ein Handelsabkommen Convention of Arbitration am 1. Mai 1909 vom Parlament ratifiziert.